# 短轴臭黄堇
短轴臭黄堇（学名：[Corydalis brevipedunculata] 错误：{{Lang}}：文本有斜体标记（帮助））为罂粟科紫堇属下的一个种。

## 扩展阅读
- 維基物種上的相關：短轴臭黄堇